# Электронная дифракция с прецессией электронного пучка

Geometry of electron beam in precession electron diffraction. Original diffraction patterns collected by C.S. Own at Northwestern University

Электронная дифракция с прецессией электронного пучка (Precession electron diffraction (PED)) — это особый метод для получения электронной дифракции в просвечивающем электронном микроскопе. С помощью прецессии наклоненного электронного пучка записывается суперпозиции отдельных дифракционных картин, производя квази-кинематические дифракционные изображения, которые больше подходят как основные входные данные для алгоритмов по определению кристаллической структуры образца.